# 米兰内洛
米兰内洛是AC米兰 的训练基地。它被认为是全欧洲最富有创新性的体育中心。
米兰内洛建立与1963年，占地16万平方米，包括一个松树林和一个小湖，处于卡尔纳戈, 卡萨诺马尼亚戈 和 卡伊拉泰镇之间。
米兰内洛目前不仅是米兰俱乐部的财产，还属于完整的意大利足球系统，这正是Andera Rizzoli所追求的目标。米兰内洛的训练设施经常被意大利足球联合会用来为国家队的大赛做准备，比如1988年、1996年和2000年的欧洲杯。
在米兰内洛有6个正规球场，1个人工草皮的(35 m x 30)，1个有顶棚的人工草皮场地以及一个被称为"cage"的小型户外场地。cage被2.3米高的墙围绕着且上方有2.5米高的栅栏，在cage里，训练从未停止，为了提高运行速度，球总是在运动中。树林中有条约1200米长起伏不定的小道，是为球员在赛季中进行体能训练（跑步和自行车）以及伤愈的球员进行恢复训练的。训练中心的主建筑物为2层楼（加地下室），包含主办办事处、球员房间、烟囱室、TV间、游泳池、酒吧、厨房、2个餐厅、新闻发布间、会议室、洗衣房、熨衣室以及医疗中心。在主建筑旁边的是来宾宿舍，有些来自青训部门的球员也住在这里，这些年轻球员来自意大利各个地区以及海外，像其他年轻人一样去学校并且在下午在此参加他们的培训课程。